# Khurmi
Khurmi – miejscowość i dżamoat w północno - zachodniej części Tadżykistanu. Jest położone w dystrykcie Pandżakent w wilajecie sogdyjskim. Populacja dżamoatu wynosi 7943 osoby.